# Clássico do Pote
Clássico do Pote é o tradicional clássico baiano que envolve o Botafogo Sport Club e Esporte Clube Bahia.

## História
Em 7 de junho de 1931, quando havia a realização do 1° encontro entre Bahia e Botafogo, um homem do povo, torcedor botafoguense fanático, comprou um pequeno pote de barro e o enfeitou de vermelho e branco, com fitinhas de papel de seda.
Seria ele quebrado solenemente, após o jogo, como uma homenagem sui-generis à vitória do seu clube. Não teve, porém, este prazer e durante seis longos anos, onde foram disputadas 12 partidas, o pote foi a campo, era recebido debaixo de delírio da torcida botafoguense e de lá voltava sem ser quebrado.
Finalmente, em 5 de setembro de 1937, conseguiu o Botafogo a sua primeira vitória sobre o Bahia e, após o jogo, no centro do campo, foi o pote quebrado com indescritível entusiasmo.,
A reedição do clássico poderia ter ocorrido novamente em campo no Campeonato Baiano de 2013, após 23 anos, mas não ocorreu devido ao formato da competição.

## Últimos jogos
- 7 de junho de 1931: Empate (2 a 2);
- 27 de setembro de 1931: Vitória do Bahia (2 a 1);
- 7 de agosto de 1932: Vitória do Bahia (3 a 1);
- 20 de abril de 1933: Vitória do Bahia (6 a 2;
- 28 de setembro de 1933: Vitória do Bahia (1 a 0);
- 23 de agosto de 1934: Empate (1 a 1);
- 9 de dezembro de 1934: Vitória do Bahia (2 a 1);
- 7 de julho de 1935: Empate (3 a 3);
- 26 de dezembro de 1935: Vitória do Bahia (2 a 0);
- 16 de julho de 1936: Vitória do Bahia (3 a 2);
- 8 de novembro de 1936: Vitória do Bahia (3 a 1);
- 23 de maio de 1937: Vitória do Bahia (4 a 3);
- 5 de setembro de 1937: Vitória do Botafogo (2 a 1).
  - Notas[1]

1. Em 1931 - O Botafogo ficou em 3° lugar, 6 pontos atrás do campeão, o Bahia.
2. Em 1932 - O Botafogo foi o vice-campeão, 3 pontos à frente do Bahia, 3° lugar.
3. Em 1933 - O Botafogo ficou em 3° lugar, 8 pontos atrás do campeão, o Bahia.
4. Em 1934 - O Botafogo ficou em 4° lugar, 3 pontos atrás do campeão, o Bahia.
5. Em 1935 - O Botafogo foi o campeão, 9 pontos à frente do Bahia, 5° lugar.
6. Em 1936 - O Botafogo ficou em 3° lugar, 8 pontos atrás do campeão, o Bahia.
7. Em 1937 - Botafogo e Bahia ficaram em 3° lugar.